# Rakeem Buckles
Rakeem Buckles (Miami, 15 novembre 1990) è un cestista statunitense, professionista in Europa.